# Eubazus carinatus
Eubazus carinatus är en stekelart som först beskrevs av Christian Gottfried Daniel Nees von Esenbeck 1816.  Eubazus carinatus ingår i släktet Eubazus och familjen bracksteklar. Inga underarter finns listade i Catalogue of Life.